# Josiah Bartlett
Josiah Bartlett (2 de dezembro de 1729 – 19 de Maio de 1795) foi um médico e político americano, mais conhecido por ter sido um dos 56 signatários da Declaração de Independência, representando o estado americano de New Hampshire. Mais tarde ele foi chefe de justiça da Corte Superior de Justiça de New Hampshire e governador do estado.

## Vida pessoal

Brasão de Armas de Josias, Bartlett

Josiah Bartlett nasceu na Rua Principal, 276 em Amesbury, na Província da Baía de Massachusetts, sendo filho de Stephen e Ana Maria (Webster) Bartlett. Seu pai Stephen era o filho de Richard e Hannah (Esmeril) Bartlett. 
Com 17 anos, já tinha conhecimento de latim e grego. Ele também iniciou os seus estudos de medicina, além de trabalhar no escritório do Dr. Ordway de Amesbury. Antes de Bartlett de completar 21 anos, em 1750, ele mudou-se para Kingston, New Hampshire, no Condado de Rockingham, e iniciou sua prática.
Kingston, na época, era um assentamento de apenas algumas centenas de famílias, e Bartlett foi o único médico do município na época. Ele comprou terras e uma fazenda.
Em 15 de janeiro de 1754, casou-se com Mary Bartlett de Newton, New Hampshire. Ela era sua prima, filha de seu tio, Joseph. Eles permaneceram casados até a sua morte em 14 de julho de 1789. Josiah e Mary tiveram três filhos e sete filhas: Mary (1754), Lois (1756), Miriam (1758), Rhoda (1760), Hannah (que morreu como um bebê em 1762), Levi (1763), Josiah (1768), Ezra (1770), Sarah (1773) e Hannah (1776, também morreu como um bebê). Todos os seus três filhos e sete de seus netos, seguir-se-iam como médicos.

## Carreira política
Bartlett tornou-se ativo nos assuntos políticos de Kingston, e em 1765, ele foi eleito para a assembleia colonial. Em 1767, ele tornou-se coronel da milícia do condado e foi nomeado juiz de paz pelo Governador John Wentworth. Conforme a Revolução se aproximava, seus ideais radicais o levaram a enfrentamentos com o Governador Real, John Wentworth. Em 1774, Bartlett juntou-se a Assembleia do Comitê de Correspondência e começou o seu trabalho com os líderes revolucionários das outras 12 colônias. Mais tarde naquele ano, Josiah fora eleito para o sucessor revolucionário (e ilegal) da Assembleia do Comitê de Correspondência, a Assembléia Provincial. Ele também sofreu a perda de sua casa por um incêndio, o qual alegou ter sido obra de políticos de oposição. Quando a assembleia nomeou Bartlett e John Pickering como delegados para o Congresso Continental, ele recusou porque queria passar mais tempo com sua família, mas manteve-se ativo nos assuntos de New Hampshire.

## Congresso Continental
Bartlett foi selecionado como um delegado novamente em 1775, e participou na sessão, bem como as reuniões em 1776. De fato, por um tempo, no final de 1775 e início de 1776, ele foi o único representante de New Hampshire. Muito do trabalho do Congresso foi realizado em Comissões. As mais importantes delas tinham um delegado de cada estado, onde Bartlett participou de todas.
Eventualmente, após suas cartas contínuas para a Assembléia e a Comissão de Segurança de New Hampshire, William Whipple e Matthew Thornton foram adicionados para a delegação na Filadélfia. Quando a questão de declarar independência da Grã-Bretanha foi oficialmente criada em 1776, como um representante do mais setentrional estado, foi o primeiro a ser questionado sobre o tema, e respondeu afirmativamente sobre a Independência. Ele eventualmente tornou-se um dos delegados para assinar a Declaração de Independência.
Em 1777, ele se recusou a voltar para o congresso, citando a fadiga devido a esforços anteriores. Mas quando a guerra aconteceu, ele usou suas habilidades médicas e acompanhou as forças de John Stark na Batalha de Bennington , em agosto.
Ele foi re-eleito para o Congresso em 1778, e serviu no comitê que redigiu os Artigos da Confederação. Mas, depois que os artigos foram aprovados, regressou a New Hampshire para negócios pessoais. Este foi o último de seu serviço federal. Enquanto ele estava no Congresso em 1776, sua esposa Mary administrou a fazenda, concluiu a reconstrução de sua casa, cuidou de nove filhos e do nascimento de Hannah.

## Carreira pós Congresso
Embora ele tenha permanecido no estado depois de 1778, em 1779 ele retornou ao seu papel como juiz, servindo na Corte de Apelações Comuns. Em 1782, ele foi nomeado para a Suprema Corte de New Hampshire, apesar de não ser um advogado.
Em 1788, Bartlett tornou-se Chefe de Justiça da suprema corte do estado. Naquele mesmo ano, ele foi um dos delegados de New Hampshire na campanha para a adoção da Constituição, servindo parte do tempo como o seu Presidente. Ele argumentou para ratificação, o que finalmente ocorreu em 21 de junho de 1788. A legislatura do novo Estado de New Hampshire o escolheu para ser um Senador dos Estados Unidos, mas ele recusou o cargo.

## Como Governador
Em 1790, Bartlett garantiu a legislação que reconhece a Sociedade Médica de New Hampshire. Ele também foi eleito chefe do executivo de New Hampshire. Ele serviu em 1791 e 1792 como Presidente. Em seguida, quando a nova Constituição entrou em vigor, em 1792, ele continuou, agora como governador. Ele demitiu-se em 1794, depois de quatro anos, devido a complicações de saúde; ele morreu no ano seguinte.
Durante seu mandato, ele supervisionou a instalação de uma nova constituição estadual, compilação das leis e estatutos em vigor, e a provisão para o pagamento antecipado da dívida. Ele promoveu ativamente a agricultura e a produção, a melhoria das estradas, e viu o início dos projetos para a construção de canais.

## Carreira médica
Bartlett praticou a medicina durante 45 anos, depois de ter sido aprendiz com outro médico e, em seguida seguir sua própria carreira, com 20 anos.
Por volta de 1735, a área em torno de Kingston sofreu uma epidemia de febre e cancro. Para os adultos, era uma doença grave, e para as crianças, era frequentemente fatal, especialmente entre os jovens. Quando a doença atingiu novamente em 1754, Bartlett realizou tratamentos experimentais usando vários medicamentos disponíveis, e empiricamente descobriu que a Casca de cinchona iria aliviar os sintomas o suficiente para permitir a recuperação.

Bartlett fundou e foi o primeiro presidente da Sociedade Médica de New Hampshire. Em 1790, ele fez o discurso de formatura na universidade de Dartmouth , quando o seu filho Ezra se formou. Josiah Bartlett foi nomeado como um honorário M. D. (Doutor em Medicina), o mesmo dia em que seu filho foi agraciado com o mesmo grau.

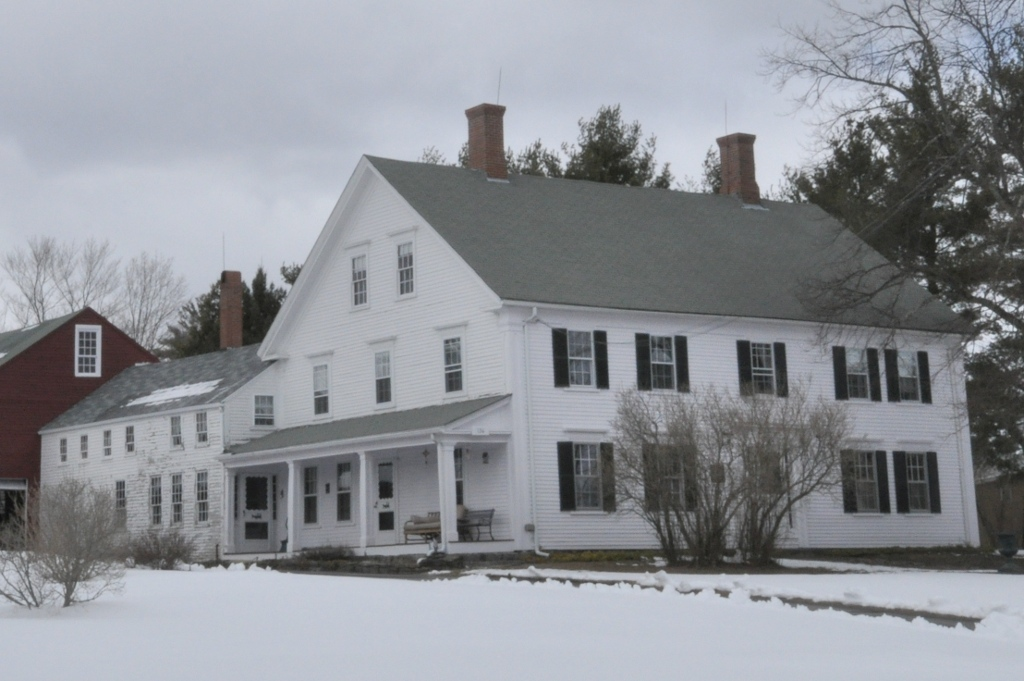
Casa de Bartlett, 1774
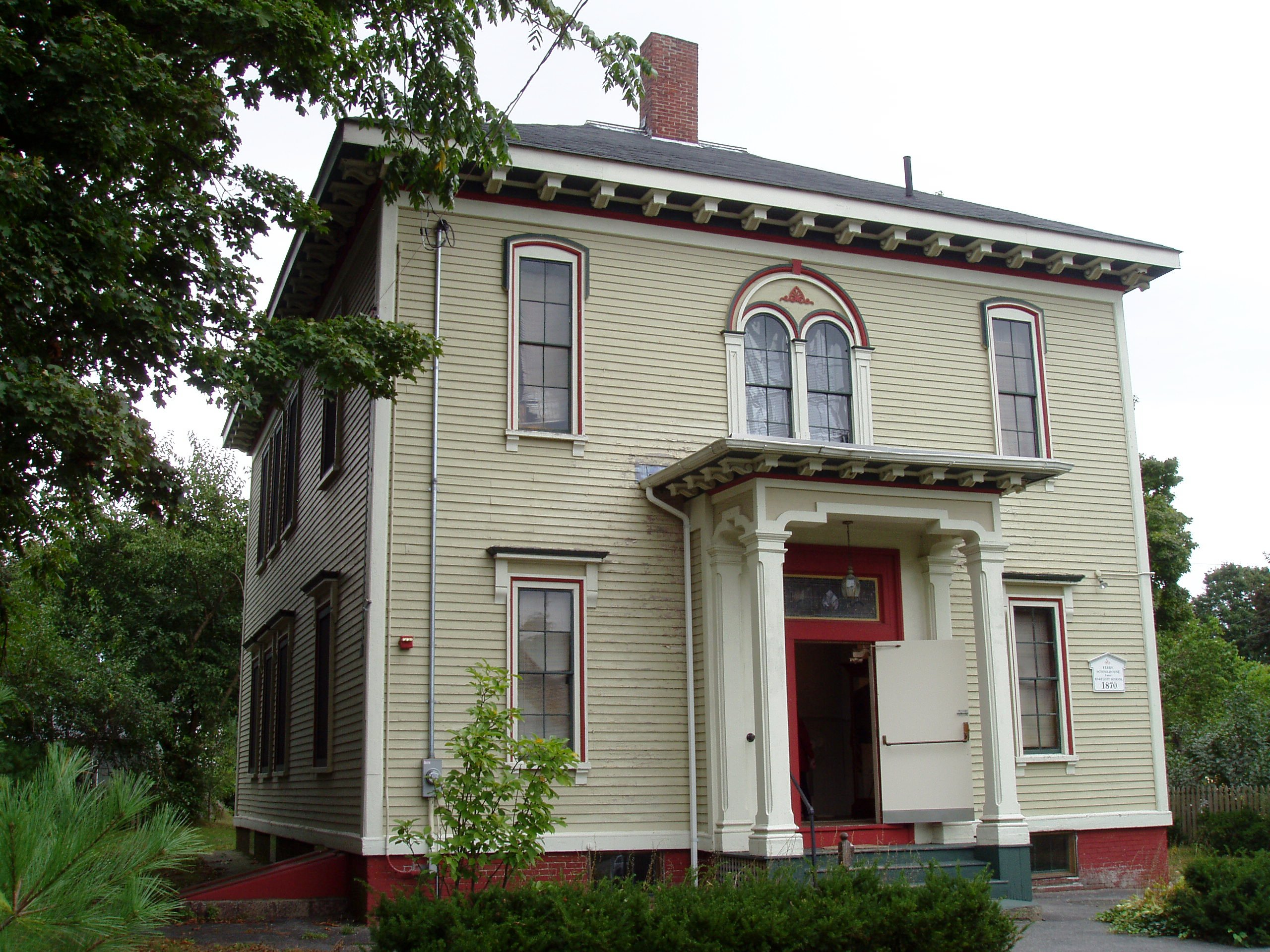
Museu Josiah Bartlett, Amesbury